# アカデミー (マジック:ザ・ギャザリング)
アカデミー (Academy) は、マジック:ザ・ギャザリングにおけるデッキの一つ。かつてのトーナメントに於いて、上位を独占したこともある凶悪なデッキである。同内容で構築不可となった現在でも、同ゲームの最強デッキと推す声も多い。
デッキ名の由来は、キーカードの《トレイリアのアカデミー》から。もう一つのキーカードである《精神力/Mind Over Matter》よりMoMaと呼ばれることも多い。

## デッキの概要
主に青で構成されるコンボデッキである。《トレイリアのアカデミー》と《天才のひらめき》のコンボで相手をライブラリーアウトさせることを目的とする。
《トレイリアのアカデミー》　　伝説の土地
(T):あなたがコントロールするアーティファクト1つにつき、あなたのマナ･プールに(青)を加える。
《天才のひらめき》　　インスタント　　(X)(2)(青)
プレイヤー1人を対象とする。そのプレイヤーは、カードをX枚引く。
《精神力》　エンチャント　(2)(青)(青)(青)(青)
カードを１枚捨てる：アーティファクト１つかクリーチャー１体か土地１つを対象とする。あなたはそれをタップまたはアンタップしてもよい。
まずアーティファクトを幾つか並べ、《トレイリアのアカデミー》によって大量のマナを生み出す。次に《精神力》をキャストし、《トレイリアのアカデミー》をアンタップし、さらにマナを増やす。手札が尽きれば《時のらせん》や《意外な授かり物》、《天才のひらめき》等のドロー呪文で補充。十分な量のマナを生み出せば、相手に《天才のひらめき》を撃ち込む。
このデッキを強力足らしめていたのは、キーカードの《トレイリアのアカデミー》だけではない。当時の環境には軽くて強力なマナ･アーティファクトが蔓延していたため、それ一枚から大量のマナを生み出すことができた。
また、強力なドロー呪文の存在も一因である。このデッキもそれらのカード無しでは、コンボが決まる前に高確率で手札が尽き、ここまで強力なデッキになることは無かっただろう。
このデッキが猛威を振るったプロツアーローマ'98では、この"Academy"を使用したTommi Hoviが優勝。8位入賞のErik Lauerが使用した"CMU Academy"は後に、Mike Floresによるそれまでのエクステンデッドのデッキのランキングに於いて、4位にランクインした程の名デッキである。
国内トーナメントのThe Finals'98では、実にベスト8中6人、ベスト4は全員が使用し、決勝トーナメントだけで1ターンキルが二回発生した。
その圧倒的な強さで当時の環境を荒らし、悪名高き"コンボの冬"(別名:MoMaの冬)を生み出す元凶となった。